# Palaiargia halcyon
Palaiargia halcyon là một loài chuồn chuồn kim trong họ Coenagrionidae.
Loài này được xếp vào nhóm loài thiếu dữ liệu trong sách Đỏ của IUCN năm 2007.
Palaiargia halcyon được Lieftinck miêu tả khoa học năm 1938.